# Алије (департман)
Алије (фр. Allier) департман је у централној Француској. Припада региону Оверња, а главни град департмана (префектура) је Мулен. Департман Алије је означен редним бројем 03. Његова површина износи 7.340 км². По подацима из 2009. године у департману Алије је живело 343.046 становника, а густина насељености је износила 46,77 становника по км².
Овај департман је административно подељен на:
- 3 округа
- 35 кантона и
- 320 општина.

## Демографија
| 1999.   | 2011.   |
| ------- | ------- |
| 342.908 | 342.729 |